# Lukas Spalvis
Lukas Spalvis (27 juli 1994) is een Litouws voetballer die bij voorkeur als aanvaller speelt. Hij staat sinds de zomer van 2016 onder contract bij het Portugese Sporting Clube de Portugal, beter bekend als Sporting Lissabon.

## Clubcarrière
Aalborg BK haalde Spalvis in 2012 weg bij het Duitse SC Freiburg. Hij debuteerde in de Superligaen op 6 oktober 2013 tegen Viborg FF. Zijn eerste treffers scoorde hij op 23 maart 2014 tegen SønderjyskE. In zijn eerste seizoen scoorde hij 8 keer uit 17 competitiewedstrijden.

## Interlandcarrière
Spalvis debuteerde in 2014 voor Litouwen. Hij scoorde in de vriendschappelijke interland tegen Polen op 6 juni 2014.

## Erelijst
Aalborg BK
- Deens landskampioen

2014
- Topscorer Superligaen

2016 (18 goals)
1 Israel ·
2 Reis ·
3 St. Juste ·
5 Morita ·
6 Debast ·
8 Gonçalves ·
9 Gyökeres ·
10 Edwards ·
11 Santos ·
13 Kovačević ·
17 Trincão ·
19 Harder ·
20 Araújo ·
21 Catamo ·
22 Fresneda ·
23 Bragança ·
25 Inácio ·
26 Diomande ·
41 Callai ·
42 Hjulmand  ·
47 Esgaio ·
57 Quenda ·
72 Quaresma ·
Coach: Amorim